# BIM (motorfiets)
BIM is een Japans historisch merk van motorfietsen.
De bedrijfsnaam was: Iwata Industries, Tokio.
BIM was slechts een onderdeeltje van Iwata Industries, een machinefabriek die machines maakte om schoenen te produceren maar daarnaast ook zelf leren schoenen maakte. Het bedrijf had een eigen metallurgisch laboratorium en produceerde halfproducten voor allerlei bedrijven, waaronder ook voor triporteurs. Daarmee was de link met motorfietsen gelegd en in 1953 of 1955 kreeg een kleine afdeling de opdracht om motorfietsen te gaan maken. Zonder enige ervaring in deze branche besloot men BMW-motorfietsen te kopiëren. Hoewel bronnen spreken van 248-, 348-, 498- en 650cc-modellen was het meest bekende model van BIM een kopie van de BMW R 51/3. Het 650cc-model kan alleen een opgeboorde R 67/2 zijn geweest, want BMW maakte geen 650cc-modellen.
De hele "BIM" afdeling telde waarschijnlijk niet meer dan ca. 15 man, waaronder Tomizuka Kiyoshi, een tweetaktspecialist (de BIM-motorfietsen waren allemaal viertakten). De machines werden met de hand gebouwd. Net als bij DSK, dat ook BMW-kloons maakte, waren er kleine wijzigingen aangebracht. Zo was er een breder stuur en de uitlaten zaten dichter bij het achterwiel. Dit was gedaan vanwege de slechte Japanse wegen, die nog nergens verhard waren.
De BIM-motorfietsen sloegen echter niet aan, en in 1960 werd de productie beëindigd, waarschijnlijk omdat de afdeling maar zo'n klein aspect van Iwata Industries was. Toen waren er waarschijnlijk ca. 230 motorfietsen gemaakt.